# Lepelmotten
De lepelmotten (Douglasiidae) zijn een familie van vlinders, die als een van de weinige vlinderfamilies niet in een superfamilie is geplaatst maar als een basale groep in de clade Apoditrysia wordt beschouwd. De familie werd voorheen geplaatst in de superfamilie Gracillarioidea, een superfamilie die meer basaal in de Ditrysia wordt geplaatst. Het typegeslacht van de familie is Douglasia Stainton, 1854, een junior synoniem voor Tinagma Zeller, 1839.
De familie telt zo'n 30 beschreven soorten, waarvan er vier in Nederland en België voorkomen:
- Klimeschia transversella - Grauwe lepelmot
- Tinagma perdicella - Lepelmot
- Tinagma ocnerostomella - Dwerglepelmot
- Tinagma balteolella - Witvleklepelmot

De rupsen van vlinders uit deze familie zijn bladmineerders.

## Geslachten
- Cryptologa Fletcher, 1921
- Klimeschia Amsel, 1938
- Protonyctia Meyrick, 1932
- Tinagma Zeller, 1839